# 原臺南州立農事試驗場宿舍群
原臺南州立農事試驗場宿舍群，位於臺灣臺南市東區，為臺灣日治時期所建之臺南州立農事試驗場之官舍，於2004年4月30日公告為臺南市市定古蹟，目前作為「府東創意森林園區」開放參觀。

## 沿革
臺南州立農事試驗場於1923年設置於今林森路位置，之前場址為射擊場。其官舍依其頒佈之「臺灣總督府官舍建築標準」規定標準性質而興建，使用者級職區份「高等官舍」及「判任官舍」兩類，其中農事試驗場分為辦公空間和宿舍，分別分佈在場區的東西兩側。在今日林森路東側為辦公空間，西側為宿舍區。宿舍區位於東門路二段158巷、府東街及光華街圍成的街廓內。
隨著時代演進，宿舍的所有單位也有所更迭。1946年，臺南州立農事試驗場易名為「臺南縣立農事試驗場」，翌年更名為「臺南縣立農林總場」。1950年改隸屬臺灣省政府農林廳，改稱為「臺灣省臺南區農林改良場」。1958年更名為「臺灣省臺南區農業改良場」，直至1990年代農場遷出。

## 建築設計

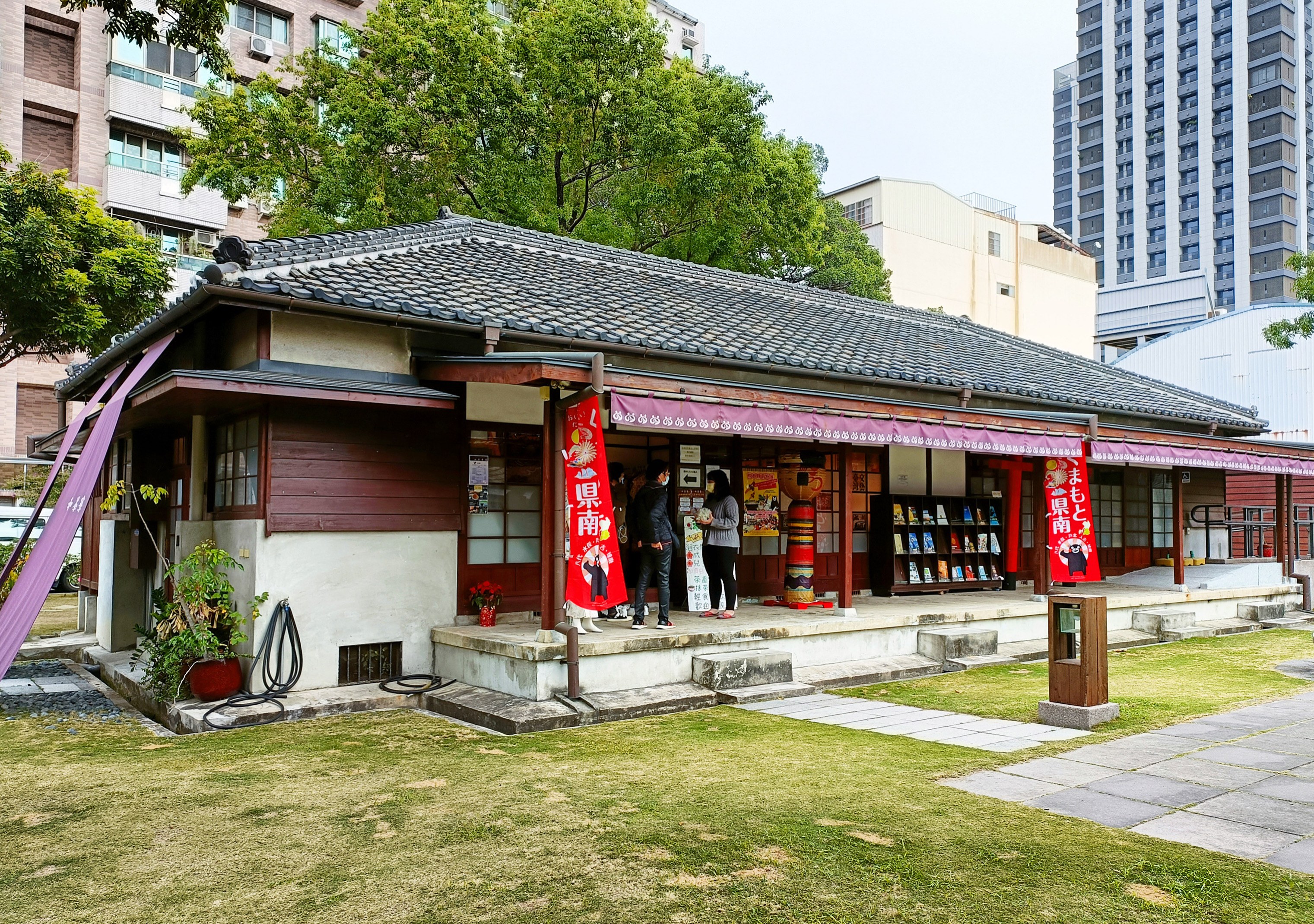
丙種官舍B棟
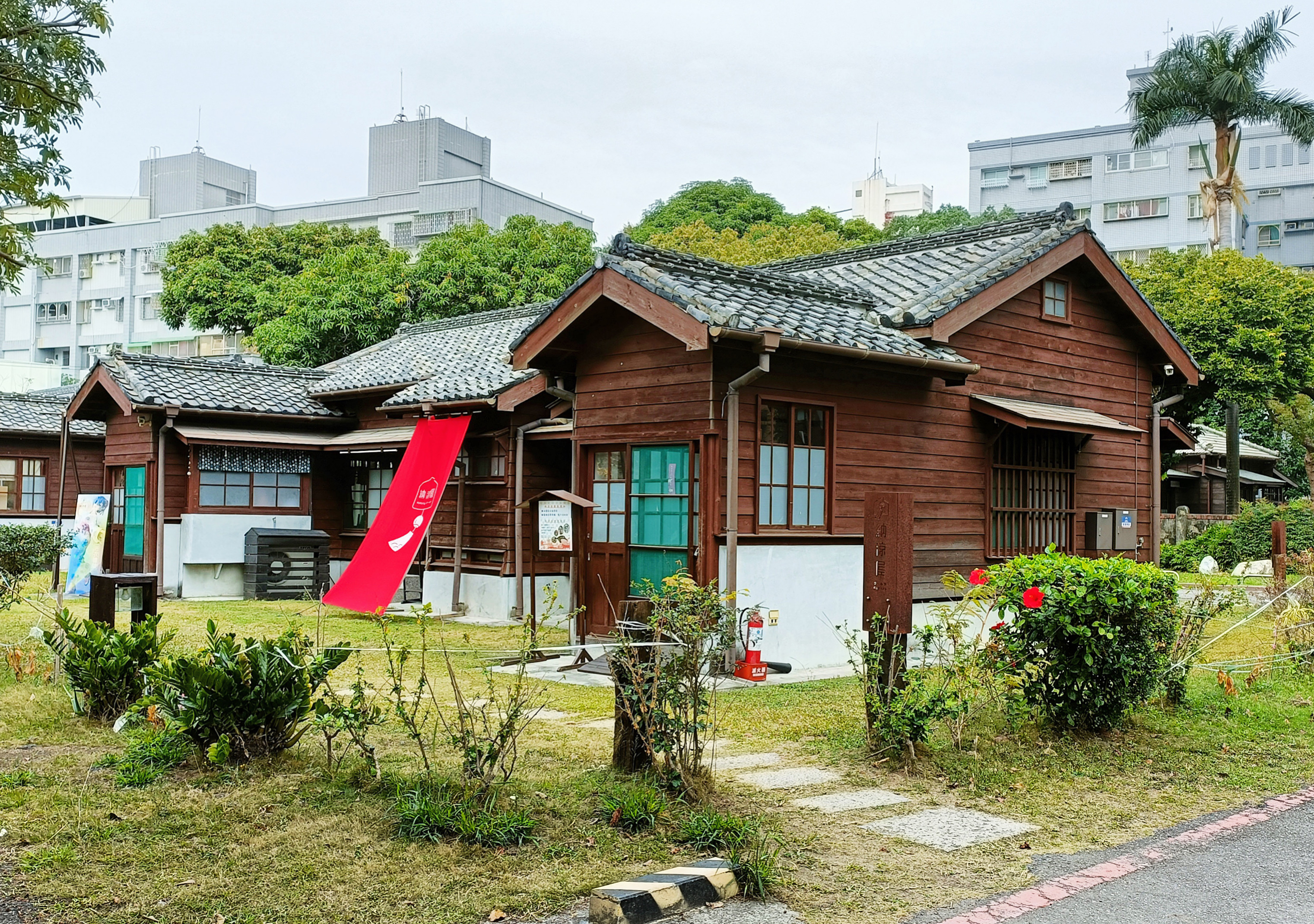
丁種官舍C棟
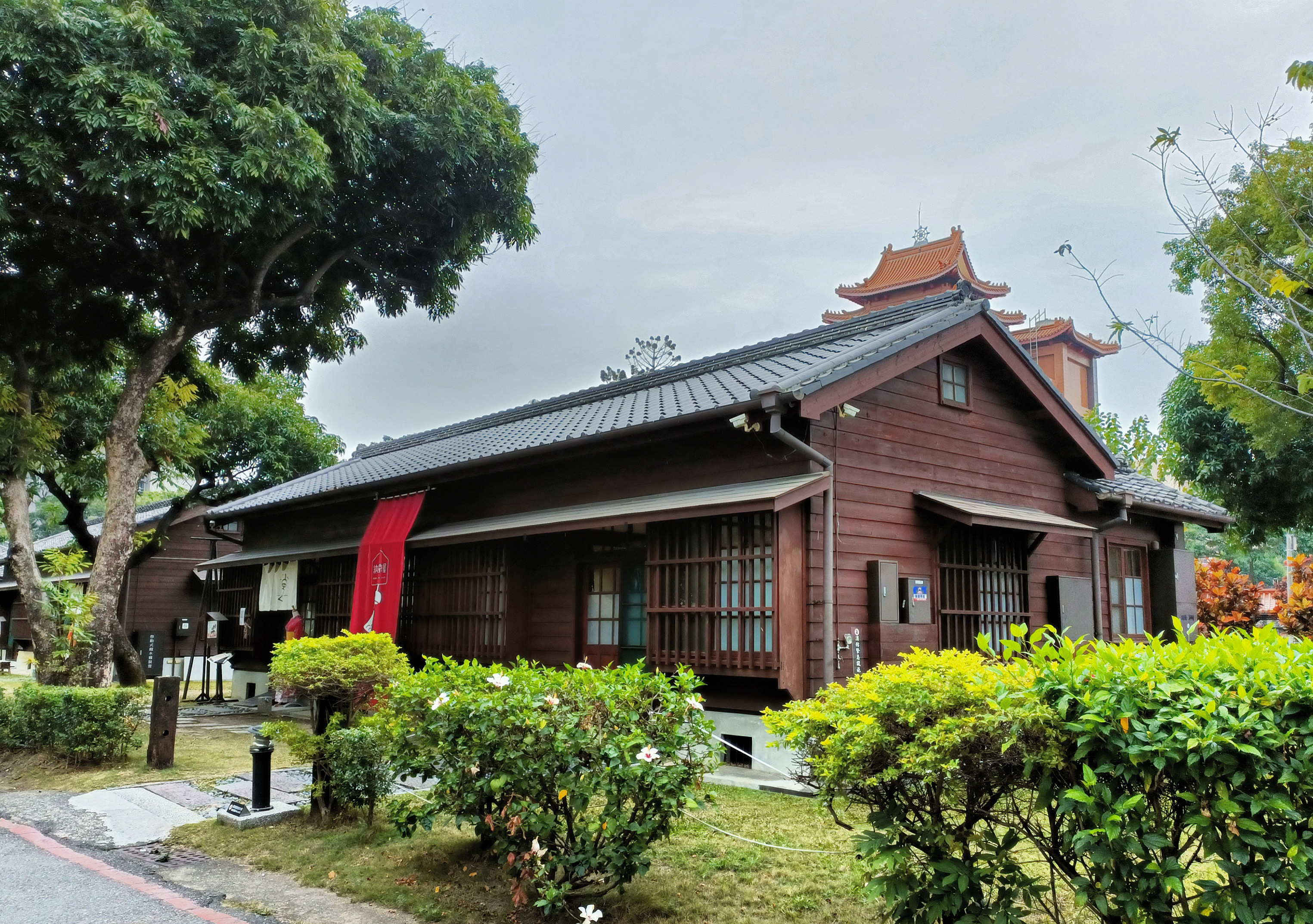
丁種官舍D棟

農事試驗場宿舍群建築現存一棟場長宿舍、兩棟丙種判任官舍、兩棟丁種判任官舍，為一層樓高的木造和式建築。建築結構及坪數也依職等而有不同，場長宿舍為獨立式建築物，屋架形式屬和式建築，丙、丁官舍則為雙併建築，屬歇山式，其餘宿舍則屬懸山式，屋頂面鋪日式薰瓦，牆身大面積開窗，設遮陽板，牆體主要則以真壁式牆及木槢牆所構成，外牆覆蓋日式壓橡雨淋板。

## 外部連結
- 原臺南州立農事試驗場宿舍群——文化部文化資產 （页面存档备份，存于）
- 原臺南州立農事試驗場宿舍群—文化部iCulture （页面存档备份，存于）
- 原臺南州立農事試驗場宿舍群——東區區公所 （页面存档备份，存于）